# Microcharis
Genre
Microcharis est un genre de plantes à fleurs dicotylédones de la famille des Fabaceae, sous-famille des Faboideae, originaire d'Afrique, de Madagascar et de la péninsule arabique, qui comprend environ 35 espèces acceptées.

## Liste d'espèces
Selon The Plant List (6 décembre 2018) :
- Microcharis ammophila (Thulin) Schrire
- Microcharis angolensis Baker
- Microcharis annua (Milne-Redh.) Schrire
- Microcharis aphylla (R.Vig.) ""Schrire, Du Puy & Laba""
- Microcharis asparagoides (Taub.) Schrire
- Microcharis brevistaminea (J.B.Gillett) Schrire
- Microcharis buchneri (Taub.) Schrire
- Microcharis butayei (De Wild.) Schrire
- Microcharis cana (Thulin) Schrire
- Microcharis contorta (J.B.Gillett) Schrire
- Microcharis cufodontii (Chiov.) Schrire
- Microcharis disjuncta (J.B.Gillett) Schrire
- Microcharis ephemera (J.B.Gillett) Schrire
- Microcharis galpinii N.E.Br.
- Microcharis garissaensis (J.B.Gillett) Schrire
- Microcharis gyrata (Thulin) Schrire
- Microcharis karinensis (Thulin) Schrire
- Microcharis kucharii (Thulin) Schrire
- Microcharis latifolia Benth.
- Microcharis longicalyx (J.B.Gillett) Schrire
- Microcharis medicaginea (Baker) Schrire
- Microcharis microcharoides (Taub.) Schrire
- Microcharis nematophylla Thulin
- Microcharis phyllogramme (R.Vig.) ""Schrire, Du Puy & Laba""
- Microcharis praetermissa (Baker f.) Schrire
- Microcharis remotiflora (Baker f.) Schrire
- Microcharis sessilis (Thulin) Schrire
- Microcharis spathulata (J.B.Gillett) Schrire
- Microcharis stipulosa (Chiov.) Schrire
- Microcharis tenella Benth.
- Microcharis tenuirostris (Thulin) Schrire
- Microcharis tisserantii (Pellegr.) Schrire
- Microcharis tritoides (Baker) Schrire
- Microcharis wajirensis (J.B.Gillett) Schrire
- Microcharis welwitschii (Baker) Schrire